# 山麻杆钩丝壳
山麻杆钩丝壳（学名：Uncinula alchorneae var.alchorneae）是属于白粉菌目白粉菌科钩丝壳属的一种真菌，寄生在山麻杆属上。该种分布于中国。